# シャーロットのおくりもの
『シャーロットのおくりもの』（Charlotte's Web）はE・B・ホワイト著で、1952年に出版された児童文学作品。
全世界4500万部のベストセラーとされ、書籍情報サイト大手のGoodreadsで『死ぬまでに読みたい100冊の本』にも選ばれている。
納屋に住む蜘蛛のシャーロットと、子豚のウィルバーの友情を描く。

## あらすじ
エラブル家に生まれた子豚のウィルバーはとある牧場に買い取られ、無邪気に暮らしていたが、あるとき、自分はいずれ殺されて肉にされてしまう運命であることを知る。嘆くウィルバーに小屋の上から声をかけたのは後に親友になる牝蜘蛛、シャーロット。彼女は驚くべき方法でウィルバーを救おうとする。果たしてウィルバーはどうなってしまうのか

## 登場キャラクター
シャーロット（クモ）
ウィルバー（子豚）
ファーン・エラブル（納屋の娘）
テンプルトン（ネズミ）
サミュエル（羊）
グッシー（ガチョウ）
ゴリー（ガチョウ）
ビッツィー（牛）
ベッツィー（牛）
アイク（馬）
ブルックス（カラス）
エルウィン（カラス）

## 邦訳
- 鈴木哲子訳『こぶたとくも』（法政大学出版局 1953年）
  - 鈴木哲子訳『シャーロットのおくりもの』（法政大学出版局 1973年、ISBN 978-4-58-848601-2）
- さくまゆみこ訳『シャーロットのおくりもの』（あすなろ書房 2001年2月1日、ISBN 978-4-75-151889-2）

以下再話
- 『シャーロットのおくりもの ウィルバーの心のおもいで』（サンピーゆめのくに8 サン企画 1973年8月10日）
- 橋本侃、生野摂子編註『童話・くもの巣物語 Charlotte's web』（愛育社 1994年1月1日）